# Брэндштед, Петер Олуф
Петер Олуф Брэндштед (дат. Peter Oluf Brøndsted; 17 ноября 1780, Сканнеборг, Центральная Ютландия, Дания — 26 июня 1842, Копенганен, Дания) — датский археолог и путешественник.

## Биография
Петер Олуф Брэндштед родился 17 ноября 1780 года в датской коммуне Сканнерборге (Ютландия).
Высшее образование получил в университете Копенгагена; 1806—1807 гг. провел вместе со своим другом Георгом Косом (1782—1811) в Париже (впоследствии он женится на его сестре Фредерике Коес, которая умрёт вкоре после рождения их третьего ребёнка).
Из Парижа он отправился в Италию, а в конце 1810 года в Грецию, где к нему присоединились англичане Кокерилль и Форстер (Сосkerell, Forster). Важнейшие свои открытия они сделали при раскопках панэллинского храма Зевса в Эгине и храма Аполлона в Бассе, близ Фигалии в Аркадии.
В 1813 году учёный вернулся в Копенгаген, где назначен был экстраординарным профессором университета по кафедре греческой филологии, но в 1818 году для продолжения своих исследований отправился агентом датского правительства в Рим. В 1820—1821 г. он объездил Сицилию и Ионические острова.
В 1824 году для издания своих трудов Петер Олуф Брэндштед поселился в столице Франции; а в 1826 году посетил Англию.
В 1827 году он вновь вернулся в Данию, где назначен был ординарным профессором классической филологии и археологии в альма-матер, а в 1832 году директором Копенгагенского музея древностей и собрания монет и медалей.
В 1842 году Петер Олуф Брэндштед стал ректором университета; но вскоре, 26 июня 1842 года в результате падения с лошади погиб.
Из главного труда Брэндштеда озаглавленного «Reisen und Untersuchungen in Griechenland», одновременно издававшегося на французском и немецком языках, появились только первые два тома (Штутгардт, 1826—1830), которые трактуют об острове Хиосе и об изображениях Парфенона. По поводу первого тома учёного упрекали в чрезмерном пользовании материалами, оставшимися после Виллуасона (Villoison).
По смерти Брэндштед Дорф издал другое его сочинение: «Den Ficoroniske Cista» (Копенгаген, 1847).

## Избранная библиография
- «Reisen und Untersuchungen in Griechenland» (Париж, 1826),
- «Den Ficoroniske Cista» (Копенгаген, 1847).